# Branega
Il Branega è un torrente della Liguria, tributario del Mar Ligure.

## Percorso
Il torrente Branega propriamente detto nasce dalla confluenza del rio Bianco con il rio Laira ed ha una lunghezza di circa 5 km, che sommata a quella del rio Laira arriva a circa 6 km di lunghezza totale.
Con andamento da nord verso sud scende verso Pra' affiancato da via Branega, a tratti in sponda destra e a tratti in sponda sinistra. Viene poi scavalcato con un doppio viadotto dalla autostrada dei Fiori e va a delimitare verso est il cimitero di Palmaro. Sfocia infine nel mar Ligure all'interno del Porto di Genova dopo essere stato superato anche dai due ponti delle ferrovia Genova-Ventimiglia e dalla via Aurelia.
Il bacino del Branega ricade interamente in comune di Genova e confina a est con il bacino del rio San Pietro, a nord-est con la parte montana di quello del Varenna, a nord-ovest con l'alto bacino del Cerusa, a ovest con quello del piccolo rio Madonnette e a sud con il mare.

## Affluenti principali
Gli affluenti del Branega tendono ad essere di lunghezza relativamente limitata rispetto all'asta principale ed a confluire nel torrente quasi tutti in destra idrografica ed in modo grossomodo perpendicolare.
- Destra idrografica:
  - rio Bianco (bacino: 0,46 km²): rappresenta il minore tra i due rami sorgentizi del torrente,
  - rio dei Canali,
  - rio Anassi superiore,
  - rio Anassi Inferiore,
  - rio Fontana Marsa.
- Sinistra idrografica:
  - rio Laira (bacino: 1,43 km²): è dato dalla confluenza del rio Pian delle Figlie con il rio Monte Cuccio e rappresenta il principale ramo sorgentizio del Branega.[3][4]

## Regime idrologico
Il tempo di corrivazione dell'intero bacino del torrente è stato stimato in 65 minuti.
L'area cittadina attraversata dal torrente è classificata tra quelle ad elevato rischio idraulico.

## Stato ambientale

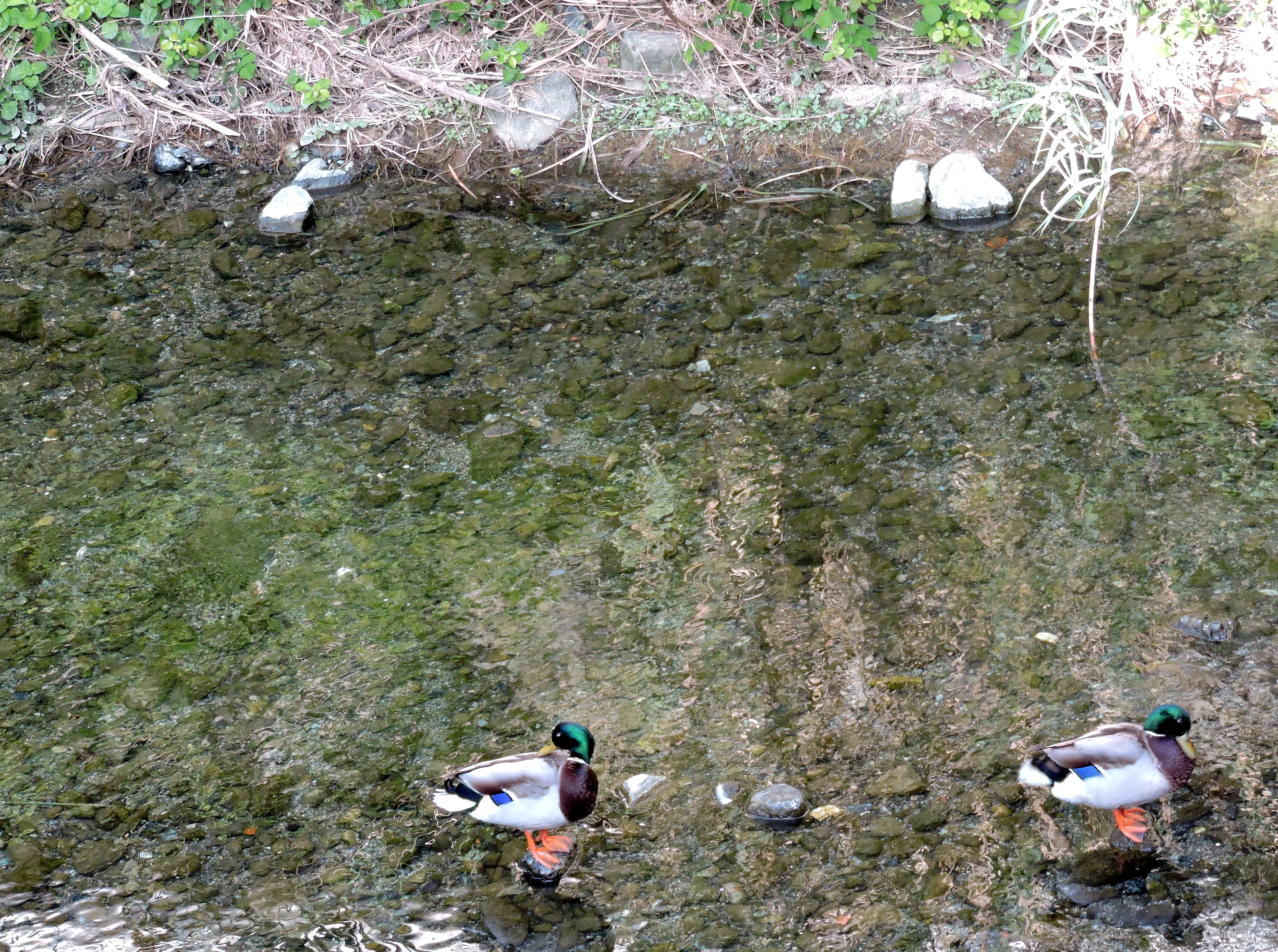
Germani reali nel Branega

Mentre la parte alta della valle del Branega è relativamente intatta, la zona bassa del corso del torrente si presenta a rischio di inquinamento. Ad esempio nel giugno 2015 la condotta di un oleodotto si è rotta sversando idrocarburi nel corso d'acqua.